# Jana Karapetovna Jegorjan
Jana Karapetovna Jegorjan (oroszul: Яна Карапетовна Егорян, örményül: Յանա Կարապետի Եգորյան; Jereván, 1993. december 20. –) örmény születésű orosz kardvívó. A 2016. évi nyári olimpiai játékokon egyéniben és csapatban is aranyérmet szerzett.

## Életrajz
Jegorjan 1993. december 20-án született Jerevánban, Örményországban. Hatéves korában a Moszkvai terület Himki városába költözött, ahol vívni tanult.

## Eredményei
2009-ben és 2010-ben ezüstérmet nyert a European Cadet Championships versenyen. A 2010. évi nyári ifjúsági olimpiai játékokon két aranyérmet szerzett; egyet egyéniben, egyet pedig a vegyes csapat tagjaként. A Bakuban rendezett 2010 Cadet World Championships ötödik helyét szerezte meg. 2016. augusztus 8-án Jegorjan aranyérmet szerzett egyéniben Rio de Janeiróban a 2016. évi nyári olimpiai játékokon. Augusztus 13-án csapatban is aranyat nyert. A Julija Gavrilova, Jekatyerina Gyjacsenko, Szofja Velikaja és Jegorjan összeállítású orosz kardcsapat 45–30-ra győzte le a döntőben az ukrán csapatot.
Jegorjan 2016-ban az első helyen végzett a Nemzetközi Vívószövetség női kardozók ranglistáján.
2016-ban az Oroszországi Föderáció sportért felelős minisztériuma az év sportolójának választotta, és 500 000 rubelt kapott.

## Kitüntetései
- Order of Honour (2016. augusztus 25.)[8]
- Medal "For Strengthening of Brotherhood in Arms" (2016)[9]

## Fordítás
- Ez a szócikk részben vagy egészben  a   Yana Egorian című angol Wikipédia-szócikk ezen változatának fordításán alapul.  Az eredeti cikk szerkesztőit annak laptörténete sorolja fel. Ez a jelzés csupán a megfogalmazás eredetét és a szerzői jogokat jelzi, nem szolgál a cikkben szereplő információk forrásmegjelöléseként.